# 町山智浩
町山 智浩（まちやま ともひろ、1962年〈昭和37年〉7月5日 - ）は、アメリカ在住の編集者、映画評論家、コラムニスト。
株式会社スタジオ・ハード、株式会社ジェー・アイ・シー・シー→株式会社宝島社での勤務を経て、株式会社洋泉社に出向したのち、フリーとなる。
1996年に渡米。アメリカ合衆国カリフォルニア州バークレーに在住。その後は映画評論家やコラムニストとして活動する。なお、『最も危険な刑事まつり』ではメガホンを執っており、『進撃の巨人 ATTACK ON TITAN』などでは脚本を手掛けている。また、『テッド』や『キングコング:髑髏島の巨神』といった洋画の日本語字幕監修も務めている。

## 来歴
1962年生まれ、東京都出身。在日韓国人1世の父親と、日本人の母親との間に生まれる。放送作家の町山広美は実妹。

### 出生から大学卒業まで
韓国人の父と日本人の母を持つ。父はヤクザだった。両親が離婚した後、日本に帰化した。『松嶋×町山 未公開映画を観るTV』♯12：前編で、自身が韓国の俳優リュ・シウォン（柳時元）の親戚だと語っている。
千代田区立麹町小学校、千代田区立麹町中学校、早稲田大学高等学院、早稲田大学法学部卒業。在学中は早稲田大学漫画研究会に在籍。同期に安倍夜郎がいた。最初のアルバイトは高校卒業直前から大学1年まで早稲田大学正門前のセブン-イレブン深夜担当。思春期は映画マニア、SFマニアとして過ごす。

### 出版との関わり
学生時代からアルバイトで出入りしていた編集プロダクション、スタジオ・ハード（漫研の先輩の高橋信之が創設）でケイブンシャの大百科シリーズ（『怪獣ものしり大百科』）ほか多くのアニメ書籍を執筆。そこで紹介されたJICC出版局（現宝島社）において学生バイト兼編集デスクとして任された別冊宝島「ゴジラ宣言」が早々に増刷、その評価により入社が決定する。
初めて自分で作った本が、双葉社の「ルパン三世」である、19歳の夏の頃であり、この本を作った深夜に偶然「ルパン」の原点といえる中平康の「危いことなら銭になる」をテレビの深夜劇場で鑑賞し、衝撃を受ける。町山いわくアニメ「ルパン（第一作のみ）」も映画好きになるきっかけだという。
学生バイト時代は、SF劇場アニメ『レンズマン』などの科学考証にも参加。また、「このビデオを見ろ!」などのムックも編集している。
1985年、JICC出版局（現宝島社）に入社。当時パンク雑誌だった頃の『宝島』本誌編集部に入る。担当はみうらじゅん、デーモン小暮、坂東齢人、根本敬、三留まゆみなど。宝島では「バカの町山」で通っており、当時みうらじゅんが担当していた変読のコーナーにも、「町山智浩」との投稿も掲載されている。
1989年に『別冊宝島』に異動。1989年12月、浅羽通明らを起用した『おたくの本』を企画編集。同書がベストセラーになったことや、同年の7月に宮崎勤事件が起きていたことなどが相まって「おたく」という言葉が一般に認知される。
『別冊宝島』ではほかに、『裸の自衛隊!』『いまどきの神サマ』『セックスというお仕事』などのベストセラーを企画編集。『裸の自衛隊!』では習志野第一空挺団と元フランス外人部隊脱走兵（毛利元貞）が指導することが売りの傭兵訓練に、大月隆寛と共に自ら参加している。
また、後の『映画秘宝』の流れにつながる『映画宝島』シリーズを企画、自ら取材執筆している。1991年、『映画宝島・異人たちのハリウッド』はハリウッドスターをエスニシティという視点から読み解いた研究書で、自ら父方の姓（柳）を名乗った。
1993年から1996年に宝島社から刊行された雑誌『宝島30』の初期に編集者として関わる。
1995年、宝島社の子会社・洋泉社に出向。『トンデモ本の世界』をベストセラーにして、と学会を売り出した。また『映画秘宝』シリーズを創刊した。
1996年、第3回みうらじゅん賞受賞。
1996年、『映画秘宝・底抜け超大作』に載った中原昌也の原稿の事実関係の間違いを、老舗の映画雑誌『キネマ旬報』の副編集長が「こんな映画いじめの本はダメだ」と批判した。これに激昂した町山はキネ旬編集部に乗り込み、シェービングクリームで作ったパイを副編集長にぶつけるという暴挙に出た。キネマ旬報は弁護士を通じて洋泉社に抗議文を送り、町山はキネマ旬報に謝罪するとともに依願退職し、アメリカの大学院で勉強し直したいという妻とともに渡米した。

### 渡米後
アメリカでは英語を学ぶとともに、ニューヨーク州シラキュースのコミュニティカレッジや映画学校にも通う。妻がシラキュース大学の大学院を卒業後、就職した仕事の関係でカリフォルニア州モントレー、コロラド州ボルダーなどアメリカのあちこちを引っ越した後、1997年よりカリフォルニア州サンフランシスコ・ベイエリアに在住（ベイエリア内ではオークランドから2007年にバークレーに転居）。
その後、日本人のあまり知らないアメリカ映画の動向やアメリカの人気テレビ番組、B級文化、政治状況などを、『映画秘宝』『TVブロス』『サイゾー』『週刊現代』『週刊文春』など、日本の新聞・雑誌・ラジオ・テレビなどで紹介している。
2004年、アメリカで、友人の日本映画マニアパトリック・マシアスとの共著『Cruising the Anime City: An Otaku Guide to Neo Tokyo』を出版（英語）。
また、2004年にマイケル・ムーア監督が制作した、ブッシュ政権のイラク戦争政策を批判するドキュメンタリー作品『華氏911』を、「アメリカで暮らし、税金を払っている者」として支持し、自身のブログやさまざまなメディアで発言。
2005年、日本で配給会社がつかなかった映画『ホテル・ルワンダ』の日本公開を求めてラジオや雑誌で訴え、これに呼応して有志が署名運動を起こし、2006年1月に日本公開が実現した。同様の経緯で、2008年には『ホット・ファズ -俺たちスーパーポリスメン!-』が公開された。
TBSラジオの人気番組『ストリーム』『小島慶子 キラ☆キラ』『たまむすび』『こねくと』の4番組連続でレギュラーコラムニストを務めており、通常は電話やリモート出演だが、来日の機会には率先してスタジオ出演をする。
映画解説番組（配信コンテンツ）にWOWOWの「映画塾！」、ザ・シネマの「VIDEO SHOP UFO」があったが、いずれも明確な最終回を告知しないままフェードアウトする形で現在に至る。
2016年9月より、現地取材とともに映画と文化風習、歴史と、多岐にわたって解説する冠番組『町山智浩のアメリカの“いま”を知るTV』がBS朝日でスタート。こちらも2024年4月以降は次回放送日未定という最初期の特番のような形に戻った（2025年2月5日に最終回を迎えた）。大統領選挙やアメリカの国政に関する報道は日本の報道番組で伝えられない要素が多く、速報性も高かった。TBSラジオやBS朝日以外のBS番組、YouTubeチャンネル、対談動画でも時差を考慮しつつ、発信を続けている。

## 映画評論
『映画秘宝』誌に連載された町山の『〈映画の見方〉がわかる本』シリーズは70年代編・80年代編・90年代編とあるが（90年代編は単行本が未刊行）、ハリウッドでは1970年代・1980年代は「映画作家」たちが自分たちの表現欲をもとに面白い映画をとっていたが、1990年代以降はプロデューサー主導の「ビッグバジェット・ムービー」が主流となってしまい映画が面白くなくなったとしている。
町山が影響を受けた映画評論家としては、川本三郎、石上三登志、双葉十三郎、増淵健、蓮實重彦、山田宏一、淀川長治らの名前を挙げている。 蓮實について、「1970年代に雑誌『映画芸術』でB級映画を褒めていたころは好きだったが、ブライアン・デ・パルマ監督アル・パチーノ主演『スカーフェイス』（ハワード・ホークス作品リメイク）に対する「下品だ」との評を見てはらわたが煮えくりかえった」と語っている。
なお、町山の映画における他映画とのシーンやテーマの類似に関しては肯定的である。どんな作品も他から何かしらの影響を受けたものであり、その事実を無理に隠す必要はないとしている。
映画監督のサム・ペキンパーの『戦争のはらわた』を自身のベスト1映画に選ぶことが多く、「映画秘宝 ベストテンなんかぶっとばせ!!―期間限定版（出版社:洋泉社 (1998/3/1)）」のアンケートでも一位にしており、「『戦争のはらわた』は封切り日、朝から晩まで4回連続で観て、翌日も同じことをしました。それからずっと生涯最高の映画です」と思い入れを語っている。前述のアンケートでは他にグライド・イン・ブルー（ｼﾞｪｰﾑｽﾞ･ｳｨﾘｱﾑ･ｶﾞﾙｼｵ）ダーティハリー(ﾄﾞﾝ･ｼｰｹﾞﾙ/ｸﾘﾝﾄ･ｲｰｽﾄｳｯﾄﾞ…『TV吹替版(山田康雄版)がベスト』)ラムの大通り(ロベール・アンリコ)ブリジット・バルドー＆リノ・ヴァンチュラ主演,空飛ぶゆうれい船（　池田宏 　 宮崎駿作画　原作石ノ森章太郎他）、ゾンビ(ｼﾞｮｰｼﾞ･A･ﾛﾒﾛ/ﾀﾞﾘｵ･ｱﾙｼﾞｪﾝﾄ)、ワイルド・パーティー　ﾗｽ･ﾒｲﾔｰ…『「映画秘宝」の原点』、下記の「ヘドラ」を選んでいる
「ゴジラ対ヘドラ」を「映画関係の仕事をしているきっかけにもなっている一本」とまで高く評価し、『町山智浩の映画塾！』（WOWOW）のなかで、「（『ゴジラ対ヘドラ』は）初代ゴジラに原点回帰した」などと評している。

## 政治
- 2020年、つるの剛士が自宅で栽培していたパクチーを盗難され、現行犯で捕まえた人物が「近所の工場で働いている外国人」とツイートした事について、Twitterにて人種差別だと批判ツイートを投稿。つるの当人に、現行犯で捕まえた事、盗難は悪い事であるとリプライを送られると、「被害者しぐさ」という言葉で更なる難癖を付けて批判を受けた[18]。

### 愛知県知事リコール署名に対する発言への刑事告発
2020年8月31日、あいちトリエンナーレ2019「表現の不自由展」騒動による、愛知県の大村秀章知事のリコール（解職請求）を求めた署名運動に対する発言を巡り、リコール団体代表を務める高須克弥が町山、精神科医の香山リカ、あいちトリエンナーレ芸術監督の津田大介を愛知県警に地方自治法違反（署名運動妨害）の疑いで刑事告発した。香山は運動が始まった直後の2020年8月26日、「すでに署名の受任者を引き受けた方の住所氏名は、早速、県の公報で公開されてるようです。署名した人の名前や住所も、提出されたら縦覧できるみたい」とTwitterに投稿。町山も同様の投稿をし、津田はその町山の投稿をリツイートしていた。香山は投稿当日に「住所氏名が公報に出ているのは（請求）代表者の方々なのですね」と内容を訂正し、町山も投稿を削除していた。
2021年9月8日、愛知県警は３人の起訴を求めない意見を付けた上で書類送付（書類送検）した。
2022年3月17日、名古屋地検は町山ら３人を嫌疑不十分で不起訴処分とした。

## エピソード
- デミアン・チャゼル監督の『セッション』の評価をめぐって、ジャズミュージシャンの菊地成孔と論争をした[24][25]。
- ジャン＝ピエール・メルヴィル監督作品の評の中でメルヴィルを詳しく知りたい人にと古山敏幸の『映画伝説 ジャン＝ピエール・メルヴィル』を推薦している、またメルヴィルのリノ・ヴァンチュラ主演『影の軍隊』は2006年にアメリカで初めて劇場公開されたが、町山も日本公開当時は見ておらず、2006年に同作を鑑賞したと発言し、「「影の軍隊」はメルヴィルのフィルム・ノワール(フレンチ・ノワール)作品の秘密の答えが描かれているようだ」との評している[26]。
- 評論家の投票で年間ワースト映画を決定する雑誌『映画秘宝』の『2015年度HIHOはくさい映画アワード』で、共同脚本が同誌の創刊者の町山であるにもかかわらず、『進撃の巨人 ATTACK ON TITAN』が1位、『進撃の巨人 ATTACK ON TITAN エンド オブ ザ ワールド』が4位に選出された[27]。

- 2019年8月6日放送の『たまむすび』に、出張先のホテルからスカイプで生出演する予定だったが、自身のコーナーの直前に寝落ちしてしまい、番組側から連絡が取れなくなるという放送事故が起きた。町山はツイッターと翌週の放送で謝罪をしたが、2023年3月28日のコーナーの最終回に、思い出に残っている回としてこの日を挙げ、共演者とともにその時の録音を聴いた。
- 2019年に公開された『惡の華』での玉城ティナの存在感・芝居は映画ファンの間で反響を呼び、とりわけ『映画秘宝』の論客たちの間では町山はフランス映画の小さな悪の華に影響を受けた『惡の華』を絶賛し、玉城を「新たなスターの誕生」と評し、また原作者に、「小さな惡の華」を推薦したのは町山である、監督の井口昇とは青春論などを対談した[28]、
- ジャン＝ポール・ベルモンド特集上映のコメントで、ベルモンドが「スペース・コブラ」や「ジャッキー・チェン」そして「ルパン三世」に与えた影響についてコメント[29]
- 好きな女優は永作博美である。
- 「ガース柳下」こと柳下毅一郎との対談コンビ「ファビュラス・バーカー・ボーイズ」では「ウェイン町山」を名乗っているが、ウェインとガースは『ウェインズ・ワールド』のボンクラ・コンビの名前であり、コンビ名は映画『ファビュラス・ベイカー・ボーイズ』のもじりである。
- 2017年に公開された映画『ワンダーウーマン』の日本版イメージソングが、秋元康が総合プロデュースを手がけるアイドルグループ乃木坂46のシングル『逃げ水』のカップリング曲『女は一人じゃ眠れない』に決まったことについて、町山は自身のXアカウントにおいて「正反対のメッセージじゃないの？」、「『ワンダーウーマン』さえも“女は男がいないとダメ”という方向にもってっちゃうのか」と述べた。ねとらぼの福田瑠千代は、町山に投稿の真意を確認し「『ワンダーウーマン』という映画とあまりに正反対の曲名にがっかりした」、「オリジナルのシーアの主題歌は『人間であることは愛すること』という歌詞」であり「『女はひとりで眠れない』という言葉の生臭さとまったく逆のテーマなんです」との説明を受けたことを明らかにした。また、秋元の作詞した歌詞そのものについても「50歳を過ぎた男性が若い女性に『女ってのはひとりで眠れないんだよ』と言っている姿を想像してください」「歌わされる彼女たちがかわいそうです」と不快感をにじませた[30]。

## 受賞
- 第3回みうらじゅん賞（1996年）

## 著書

### 雑誌連載
- 『町山智浩のUSニュースの番犬』クーリエ・ジャポン（講談社）
- 『言霊USA』週刊文春の連載コラム（文藝春秋）

### 単著
| タイトル                                                                                     | 出版社                         | 出版年月   | ISBN                | 備考 および文庫再刊                                       |
| -------------------------------------------------------------------------------------------- | ------------------------------ | ---------- | ------------------- | --------------------------------------------------------- |
| 『アメリカ横断TVガイド』                                                                     | 洋泉社                         | 2000年9月  | ISBN 4896914848     |                                                           |
| 『映画の見方がわかる本 -「2001年宇宙の旅」から「未知との遭遇」まで』                         | 洋泉社                         | 2002年9月  | ISBN 4896916603     |                                                           |
| 『底抜け合衆国―アメリカが最もバカだった4年間』                                               | 洋泉社                         | 2004年9月  | ISBN 4896918436     | 新版 ISBN 4862483747 ちくま文庫 ISBN 4480429123           |
| 『USAカニバケツ／超大国の三面記事的真実』                                                    | 洋泉社                         | 2004年12月 | ISBN 4872338936     | ちくま文庫 ISBN 4480428720                                |
| 『ブレードランナーの未来世紀 〈映画の見方〉がわかる本 -80年代アメリカ映画 カルトムービー篇』 | 洋泉社                         | 2004年12月 | ISBN 4896919742     | 新潮文庫 ISBN 978-4101211428 朝日文庫 ISBN 978-4022651525 |
| 『アメリカ人の半分はニューヨークの場所を知らない』                                           | 文藝春秋                       | 2008年10月 | ISBN 4163707506     | 文春文庫 ISBN 4167838257                                  |
| 『キャプテン・アメリカはなぜ死んだか 超大国の悪夢と夢』                                      | 太田出版                       | 2008年12月 | ISBN 978-4778311520 | 文春文庫 ISBN 4167801639                                  |
| 『アメリカは今日もステロイドを打つ USAスポーツ狂騒曲』                                       | 集英社                         | 2009年2月  | ISBN 4087805166     | 集英社文庫 ISBN 4087468607                                |
| 『トラウマ映画館』                                                                           | 集英社                         | 2011年3月  | ISBN 978-4087713947 | 集英社文庫 ISBN 4087451178                                |
| 『99%対1% アメリカ格差ウォーズ』                                                             | 講談社                         | 2012年9月  | ISBN 4062179962     | 講談社文庫                                                |
| 『教科書に載ってないUSA語録』                                                                | 文藝春秋                       | 2012年10月 | ISBN 4163756809     | 文春文庫                                                  |
| 『本当はこんな歌』                                                                           | アスキー・メディアワークス     | 2013年5月  | ISBN 4048915940     |                                                           |
| 『トラウマ恋愛映画入門』                                                                     | 集英社                         | 2013年9月  | ISBN 4087715221     | 集英社文庫                                                |
| 『アメリカのめっちゃスゴい女性たち』                                                         | マガジンハウス                 | 2014年3月  | ISBN 978-4838726462 |                                                           |
| 『知ってても偉くないUSA語録』                                                                | 文藝春秋                       | 2014年4月  |                     | 『アメリカ人もキラキラ★ネームがお好き』文春文庫           |
| 『マリファナも銃もバカもOKの国』                                                             | 文藝春秋                       | 2015年3月  | ISBN 4163902538     | 文春文庫                                                  |
| 『狼たちは天使の匂い 我が偏愛のアクション映画1964～1980 1 』                                 | 洋泉社                         | 2015年6月  | ISBN 4800304105     |                                                           |
| 『トランプがローリングストーンズでやってきた 』                                              | 文藝春秋                       | 2016年6月  | ISBN 416-390462X    | 文春文庫 ISBN 416-7911620                                 |
| 『アメリカ大統領選は大騒ぎ』                                                                 | 講談社                         | 2016年6月  | ISBN 4062200244     |                                                           |
| 『最も危険なアメリカ映画 : 『國民の創生』から『バック・トゥ・ザ・フューチャー』まで』        | 集英社インターナショナル       | 2016年10月 | ISBN 4797673346     | 集英社文庫 ISBN 4087440397                                |
| 『映画と本の意外な関係! 』                                                                   | 集英社インターナショナル       | 2017年1月  | ISBN 4797680059     |                                                           |
| 『「最前線の映画」を読む 』                                                                  | 集英社インターナショナル       | 2018年2月  | ISBN 4797680210     |                                                           |
| 『激震！ セクハラ帝国アメリカ 言霊USA2018 USA語録』                                          | 文藝春秋                       | 2018年3月  |                     | 文春文庫                                                  |
| 『町山智浩の「アメリカ流れ者」』TBSラジオ「たまむすび」 (編集)                               | スモール出版                   | 2018年4月  |                     |                                                           |
| 『言霊USA XXL : アメリカ炎上通信』                                                           | 文藝春秋                       | 2019年9月  |                     |                                                           |
| 『映画には「動機(ワケ)」がある : 「最前線の映画」を読む Vol.2』                              | 集英社、インターナショナル新書 | 2020年6月  |                     |                                                           |
| 『町山智浩のシネマトーク怖い映画』                                                           | スモール出版                   | 2020年6月  |                     |                                                           |
| 『トランピストはマスクをしない : コロナとデモでカオスのアメリカ現地報告』                    | 文藝春秋                       | 2020年9月  |                     |                                                           |
| 『町山智浩のシネマトーク恋する映画』                                                         | スモール出版                   | 2021年4月  |                     |                                                           |
| 『それでも映画は「格差」を描く「最前線の映画」を読む ; Vol.3』                               | 集英社、インターナショナル新書 | 2021年10月 |                     |                                                           |
| 『アメリカ人の4人に1人はトランプが大統領だと信じている : What Mad America!』                 | 文藝春秋                       | 2021年10月 |                     |                                                           |
| 『アメリカがカルトに乗っ取られた! : 中絶禁止、銃は野放し、暴走する政教分離』                 | 文藝春秋                       | 2022年10月 |                     |                                                           |
| 『町山智浩のアメリカスーパーヒーロー映画徹底解剖』                                           | イースト・プレス               | 2023年5月  |                     |                                                           |
| 『ゾンビ化するアメリカ : 時代に逆行する最高裁、州法、そして大統領選』                        | 文藝春秋                       | 2023年11月 |                     |                                                           |
| 『独裁者トランプへの道』                                                                     | 文藝春秋                       | 2025年1月  |                     |                                                           |

### 共著（ムック含む）
- 『9条どうでしょう』毎日新聞社、2006年3月。ISBN 978-4620317601。 内田樹・小田嶋隆・平川克美との共著
- 『オバマ・ショック』集英社新書、2008年10月。ISBN 4-08720-477-4。　越智道雄との共著
- 『オバマの英語 徹底トレーニングブック』アルク、2009年4月。
- 『イングロリアス・バスターズ映画大作戦！ (洋泉社MOOK 別冊映画秘宝)』2009年11月。
- 『松嶋×町山　未公開映画を観る本』集英社、2010年11月。ISBN 4-08781-469-6。　松嶋尚美との共著
- 『実録・殺人事件がわかる本2010 SPRING (洋泉社MOOK 別冊映画秘宝/マーダー・ウォッチャー Vol. 6)』2010年2月。
- 『70年代アメリカ映画100 (アメリカ映画100シリーズ)』芸術新聞社。
- 『80年代アメリカ映画100 (アメリカ映画100シリーズ)』芸術新聞社。
- 『90年代アメリカ映画100 (アメリカ映画100シリーズ)』芸術新聞社。
- 『ゼロ年代アメリカ映画100 (アメリカ映画100シリーズ)』芸術新聞社、2010年12月。
- 『別冊映画秘宝 ゾンビ映画大マガジン (洋泉社MOOK)』2011年7月。
- 『映画秘宝EX最強アクション・ムービー決定戦 (洋泉社MOOK)』2012年11月。
- 『雑食映画ガイド』双葉社、2013年4月。 柳下毅一郎, ギンティ小林との共著
- 『まんが秘宝 男のための青春まんがクロニクル (洋泉社MOOK まんが秘宝)』洋泉社、2013年7月。ISBN 4800301882。
- 『自由にものが言える時代、言えない時代』爆笑問題との共著、太田出版、2015.4
- 『引き裂かれるアメリカ : 銃、中絶、選挙、政教分離、最高裁の暴走』BS朝日「町山智浩のアメリカの今を知るTV」制作チームとの共著、SBクリエイティブ SB新書 2022.12

### 柳下毅一郎との共著
- 『ファビュラス・バーカー・ボーイズの地獄のアメリカ観光―映画秘宝Special extra』洋泉社、1999年1月。ISBN 4896913574。ちくま文庫 ISBN 4-48043-096-2
- 『ファビュラス・バーカー・ボーイズの映画欠席裁判』洋泉社、2002年5月。ISBN 4-89691-629-8。
- 『ファビュラス・バーカー・ボーイズの映画欠席裁判2』洋泉社、2004年9月。ISBN 4-89691-845-2。
- 『ファビュラス・バーカー・ボーイズの映画欠席裁判3』洋泉社、2007年2月。ISBN 978-4-86248-125-2。
  - 3冊からセレクトして『ベスト・オブ・映画欠席裁判』文春文庫 2012年3月

### パトリック・マシアスとの共著
- Cruising the Anime City: An Otaku Guide to Neo Tokyo. Stone Bridge Press. (2004-11-01). ISBN 1-88065-688-4

### 春日太一との共著
- 『町山智浩・春日太一の日本映画講義 時代劇編』河出新書、2019.6
- 『町山智浩・春日太一の日本映画講義 戦争・パニック映画編』河出新書 2019.7

### 翻訳
- アーロン・マッグルーダー『ブーンドックス／ブッシュが最も恐れた小学生』幻冬舎、2004年8月。ISBN 4-34400-665-8。
- パトリック・マシアス『オタク・イン・USA〜愛と誤解のAnime輸入史』太田出版、2006年8月。ISBN 4-77831-002-0。(編集も)  のちちくま文庫

### 映画脚本
- 進撃の巨人 ATTACK ON TITAN/進撃の巨人 ATTACK ON TITAN エンド オブ ザ ワールド（2015年） - 渡辺雄介と共同

### 映画字幕
- 片腕カンフー対空飛ぶギロチンリバイバル公開(2003年)およびDVD 日本語字幕翻訳
- キック・アス(2010年)日本語字幕監修
- スコット・ピルグリムVS.邪悪な元カレ軍団(2010年)日本語字幕監修
- 宇宙人ポール(2011年)日本語字幕監修
- ブライズメイズ 史上最悪のウェディングプラン(2012年)日本語字幕監修
- テッド(2013年)日本語字幕監修
- ハングオーバー!!! 最後の反省会 （2013） - 日本語版字幕監修
- キック・アス/ジャスティス・フォーエバー（2013年） - 日本語版字幕監修[31]
- ワールズ・エンド 酔っぱらいが世界を救う! (2014) - 日本語字幕監修
- キャノンフィルムズ爆走風雲録 （2014）- 日本語字幕監修
- テッド2　(2015年)　- 日本語字幕監修
- キングコング:髑髏島の巨神 （2017年） - 日本語字幕監修

## DVD
- 監督・出演『ウェイン町山のLA秘宝』　ニューズベース、2003年6月

## 出演

### ラジオ
- 『ストリーム』（TBSラジオ、2004年4月 - 2009年3月）「コラムの花道」にレギュラー出演（火曜日）
- 『小島慶子 キラ☆キラ』（TBSラジオ、2009年4月 - 2012年3月）「コラムニスト」でレギュラー出演（金曜日）
- 『赤江珠緒 たまむすび』（TBSラジオ、2012年4月 - 2023年）「アメリカ流れ者」でレギュラー出演（火曜日）
- 『こねくと』（TBSラジオ、2023年4月 - ）「アメリカ流れ者」でレギュラー出演（火曜日）
- 『大竹まこと ゴールデンラジオ!』（文化放送、2022年12月23日）

### テレビ番組
- 『松嶋×町山 未公開映画を観るTV』（TOKYO MX、2009年4月 - 2013年5月）
  - 出演松嶋尚美。町山は日本未公開の海外ドキュメンタリー映画のセレクト、および紹介を担当。
- 『町山智浩の映画塾!』（WOWOW、2011年2月 - ）
- 『世界法廷ミステリー』（フジテレビ、2012年9月 - ）
- 『町山智浩のアメリカの“いま”を知るTV』（BS朝日、2016年9月13日 - ）
- 『町山智浩のVIDEO SHOP UFO』（ザ・シネマ）

### ウェブ番組
- 『ビデオニュース・ドットコム』（2011年10月1日、2012年10月6日）
- 『デモクラシータイムス』（YouTube、不定期）
- 『ポリタスTV』（YouTube、不定期）

### ポッドキャスト
- 『町山智浩のモンドUSA』（2002年 - 2003年）
- 『町山智浩のアメリカ映画特電』（映画秘宝.com、2006年9月 - ）（EnterJam、2008年4月 - ）

### ライブストリーミング・ポッドキャスト
- 『DOMMUNE RADIOPEDIA 町山智浩の「MOVIE WATCH CONFERENCE」』（2020年7月 - 、毎月第4週木曜日）
  - ライブストリーミング・チャンネルDOMMUNEの番組。毎月第4週の木曜日にスタジオから生配信し、翌週の火曜日にAmazon Musicのポッドキャストでアーカイブが配信される[32]。